# 金公允
金公允，字存信，浙江台州府臨海縣人，明朝政治人物，進士出身。
洪武二十一年（1388年）戊辰科進士，授刑部主事。